# André Sas Orchassal
Pour les articles homonymes, voir Orchassal.
André Sas Orchassal est un compositeur de musique né à Paris XIVe le 6 avril 1900 et mort dans le district de Miraflores (Pérou) le 25 juillet 1967. Naturalisé péruvien, il est connu sous les noms Andres Orchassal Sas ou Andrés Sas.

## Origines familiales
André Henri Orchassal naît à l’hôpital Cochin, fils naturel de Catherine Clémence Orchassal, couturière âgée de 29 ans, et de père non dénommé. Déclaré trois jours après sa naissance, il sera reconnu par Henri Sas, lithographe d'origine belge âgé de 22 ans, le 24 avril suivant à la mairie du 5e arrondissement. Ses deux parents sont domiciliés ensemble au 13, rue de La Collégiale, à l'hôpital de La Collégiale, et se marieront l’année suivante, le 23 mai 1901 à Paris 5e. La famille Sas est originaire de Cureghem où le père d'Henri est ébéniste.
La famille Orchassal trouve ses origines aux confins du Lot et de la Corrèze, notamment dans les communes de Gignac, Cressensac et Nespouls.
André Henri Sas Orchassal épouse en premières noces, à Ixelles (Belgique) le 13 septembre 1924, Yvonne Andréa Clavrail de Moerloose ; puis en secondes noces, le 11 février 1937 à Paris 18e, Margarita Maria Lucila Rosay, pianiste péruvienne connue sous le nom de Lily Rosay.

## Biographie
André Sas Orchassal étudie tout d’abord simultanément la musique avec Fernand Bauvias à l'Académie d'Anderlecht-Bruxelles (Premier prix de solfège en 1915) et la chimie. À 19 ans, il s'engage entièrement dans la carrière artistique en étudiant le violon avec Alfred Marchot, l'histoire de la musique avec Ernest Closson et la musique de chambre avec Paul Miry au Conservatoire de Bruxelles (1920-1923). Il poursuit ses études de violon avec Johan Schmitt et étudie ensuite à Paris l'harmonie, le contrepoint et la fugue avec Maurice Imbert.
Premier violon de l'orchestre de la Société nationale des compositeurs belges, il devient professeur de violon à l'école de musique de La Forêt à Bruxelles.
En 1924, alors qu’André Sas Orchassal est âgé de seulement 24 ans, le gouvernement péruvien l’engage pour enseigner le violon et diriger l’orchestre de l'Académie Nationale de Musique de Lima. Il ne reviendra que ponctuellement en Europe, notamment à Bruxelles en 1928 et à Paris en 1937, avant de terminer sa vie au Pérou.
La carrière d’André Sas Orchassal est autant consacrée à la composition qu’à l’étude de la musique péruvienne.
Ses œuvres originales se basent sur des harmonies péruviennes et les arrangements qu’il en fait ne sont pas sans rappeler le génie de Claude Debussy.
Ses études de musicologie, publiées sous forme d’articles et de livres, l'ont imposé comme le principal historien de la musique péruvienne à Lima. Il est notamment l'auteur d'un cours de grammaire musicale (1935) et de nombreux essais sur la musique Inca dans ses rapports avec la musique coloniale du Pérou.
Dans les années 1930, il fonde avec sa seconde épouse la Sas-Rosay Académie qui accueillera plus d'un millier d'élèves jusqu'en 1965.

## Œuvres orchestrales
- Himno al sol
- Himno y danza
- Poema Indio
- Rapsodia peruana (violon et orchestre)

## Musique de chambre
- Quenas (flûte et harpe)
- Sonatina india (flûte et piano)

## Œuvres pour piano
- Aires y Danzas del Perú (1934)
- Suite Peruana (1935)
- Álbum de Geografía (1937)
- Himno y Danza (1942)
- Arrullo y Tondero (1948)
- Recuerdos (1931)
- Cantos del Perú (1935)

## Écrits
- Cuatro melodias (canto), Numéro 6 de Instituto Interamericano de Musicología, Editorial Cooperativa Interamericana de Compositores, 1941.
- La música en la catedral de Lima durante el virreinato, Universidad Nacional Mayor de San Marcos, 1971 (Travail de recherche sur les différents aspects de la musique à la cathédrale de Lima à l'époque coloniale).
- Diccionario biografico de los musicos que actuaron en su Capilla de Musica, Coleccion de documentos para la historia de la musica en el Peru, Universidad Nacional Mayor de San Marcos, 1972.